# Sikorowskie
Sikorowskie – część wsi Nowa Góra w Polsce, położona w województwie małopolskim, w powiecie krakowskim, w gminie Krzeszowice.
W latach 1975–1998 Sikorowskie administracyjnie należało do województwa krakowskiego.